# Rawilpas
De Rawilpas (Duits: Rawilpass; Frans: Col du Rawil) is een 2.428 m hoge Zwitserse bergpas in de Berner Alpen. Over de pas loopt de grens tussen de kantons Bern en Wallis / Valais.

## Geografie
Samenvallend met de kantongrens tussen Bern en Valais is de pas ook de waterscheiding tussen de stroomgebieden van Rijn en Rhône en zo een onderdeel van de Europese waterscheiding. De pas vormt de verbinding tussen Lenk in het Simmental en het centrale Rhônedal ten oosten van Sion. De Rawilpas scheidt anderzijds ook in de Berner Alpen de Wildhorngroep in het westen van de Wildstrubelgroep in het oosten.
In de buurt van de top van de pas zijn er verschillende kleine bergmeren, met in het midden de Rawilseeleni. Ten zuiden van de pas ligt een hooggelegen dal (Alpage du Rawil), met uitgestrekte alpenweiden, afgewisseld met enkele karren- en puinvelden. De Lienne ontwatert het gebied van de Rawilpas in het zuiden naar de Rhône.

## Geschiedenis
De pas werd al in de Romeinse tijd en in de middeleeuwen gebruikt en vormde een belangrijke oversteek van het Berner Oberland naar het Midden-Wallis. Het eigenlijke muilezelpad over de Rawilpas begint in het noorden op de Iffigenalp bij Lenk. Het pad slingert zich in haarspeldbochten een weg omhoog langs een rotswand. Een veiligere route moest in de 18e eeuw uit de rots worden geblazen.
Aan het begin van de 20e eeuw werd een smalspoorlijn gepland van Sion naar Lenk over de Rawil, die onder de Rawilpas door zou zijn gegaan in een 2,8 km lange toptunnel op 2050 m boven de zeespiegel. Het project werd in 1912 goedgekeurd door de kantons Wallis en Bern en de Bondsraad, maar werd niet uitgevoerd.
In het zuiden eindigt het pad sinds het midden van de 20e eeuw bij het stuwmeer Lac de Tseuzier, dat ook per postbus of auto te bereiken is. 

## Weisshorn
Op de westelijke helling van de Weisshorn, ten oosten van de top van de pas, op 2.791 m boven de zeespiegel, bevinden zich de Wildstrubelhütten van de Schweizer Alpen-Club SAC, die vaak als accommodatie dienen bij het oversteken van een pas. Een klimpiste naar de alpenhut vertrekt van op de Rawilpas.  Even hogerop de Weisshorn, op de top en op de zuidelijke bergkam bevinden zich militaire installaties, met een permanent bemand radarstation van de Zwitserse luchtmacht.
In de jaren 1950 werd de niet-openbare militaire kabelbaan (MSB5) gebouwd om toegang te bieden voor bouwmateriaal, werkmateriaal en militair personeel tot het radarstation op de Weisshorn van aan het einde van de openbare weg in Iffigenalp bij Lenk. In 2002 werd het eerste gedeelte, van de Iffigenalp naar het middenstation Rawilpas, vervangen door een moderne 18-persoons gondellift. De vervanging van het tweede deeltraject van de kabelbaan is voorzien.

## Nationaal wegenproject
Als onderdeel van het Zwitserse nationale wegennet was het tussen 1960 en 1986 de bedoeling om een directe verbinding tussen Bern en Sion te creëren. De toenmalige nationale weg N6 zou vanaf het huidige einde bij Wimmis door het Simmental worden voortgezet en in een ongeveer 4 km lange toptunnel onder de Rawilpas door gaan.
Deze plannen werden in 1986 opgegeven: Enerzijds had een aan de Walliser kant gebouwde exploratietunnel op 1200 m boven de zeespiegel geleid tot een overmatige afwatering van de bergen, die in 1978 was opgemerkt door een ernstige vervorming van de damwand van het nabijgelegen stuwmeer Lac de Tseuzier. Aan de andere kant was de aanleg van een autosnelweg in het Simmental politiek controversieel geworden: zowel een petitie als een volksinitiatief dat in 1982 met 124.738 stemmen werd ingediend, waren gericht tegen de nationale weg Rawil. Door de opening van de Lötschberg-basistunnel in 2007 werd het potentieel van het wegenproject volledig achterhaald.